# NOL7
NOL7‏ (Nucleolar protein 7) هوَ بروتين يُشَفر بواسطة جين NOL7 في الإنسان.